# Wola Goryńska
Wola Goryńska – wieś w Polsce położona w województwie mazowieckim, w powiecie radomskim, w gminie Jastrzębia. Ma status sołectwa.
| SIMC    | Nazwa      | Rodzaj    |
| ------- | ---------- | --------- |
| 0624456 | Górna Wola | część wsi |
| 0624462 | Sowie Góry | część wsi |

Prywatna wieś szlachecka, położona była w drugiej połowie XVI wieku w powiecie radomskim województwa sandomierskiego.
W latach 1975–1998 miejscowość administracyjnie należała do województwa radomskiego. 1 stycznia 2003 roku częściami wsi Wola Goryńska stały się ówczesne przysiółki Górna Wola i Sowie Góry.
Wierni Kościoła rzymskokatolickiego należą do parafii Wniebowzięcia Najświętszej Maryi Panny w Goryniu.